# Гурко, Владимир Иосифович (1795)
Владимир Иосифович Гу́рко (1795—1852) — генерал от инфантерии русской императорской армии, герой русско-персидской войны 1826—1828 гг. и Польской кампании 1831 года. Начальник всех резервных и запасных войск. Отец генерал-фельдмаршала Иосифа Владимировича Гурко.

## Биография
Из дворян Витебской губернии. Отец — Иосиф Иосифович Гурко (ум. 1811), курляндский вице-губернатор. Губернский регистратор, служил в 1-м департаменте Сената, унтер-офицер лейб-гвардии Семёновского полка — 03.02.1810.
Из портупей-прапорщиков, прапорщик — 21.05.1811, участник Отечественной войны 1812 года и Заграничных походов.
Подпоручик и поручик — 1813, штабс-капитан — 1816, капитан — 1819, полковник с назначением состоять при начальнике штаба 1-й армии для особых поручений — 20.01.1821, командир 3-го Егерского полка — 01.02.1822, начальник штаба 5-го корпуса — 13.04.1825.
Масон, член ложи «Избранного Михаила», и ряда лож в Москве и Санкт-Петербурге.
Член Военного общества (1818). Высочайше повелено оставить без внимания. Переведён в Генеральный штаб с оставлением в должности — 27.01.1827. Отправлен на Кавказ в распоряжение генерала И. Ф. Паскевича. За отличие при взятии Эривани был награждён 27 октября 1827 года орденом Святого Георгия 4-й степени. За другие боевые заслуги произведён 15 марта 1828 года в генерал-майоры. Получив затем должность начальника штаба Гренадерского корпуса, принимал участие в усмирении польского мятежа 1831 года. За отличие при штурме Варшавы был награждён 18 октября 1831 года орденом Святого Георгия 3-й степени
В воздаяние отличнаго мужества и храбрости, оказанных 25 и 26 августа 1831 года при штурме варшавских укреплений
18 апреля 1837 года Гурко был произведён в генерал-лейтенанты. Прокомандовав некоторое время 2-й гвардейской дивизией, в 1842 году был назначен командующим войсками, расположенными на Кавказской линии и в Черномории. В этот период успехи Шамиля в Аварии вынудили Гурко двинуться к Темир-Хан-Шуре на выручку Гергебиля. Попытка оказалась тщетной: гарнизон Гергебиля погиб на глазах русских войск, а отряд Гурко был блокирован в Темир-Хан-Шуре, но вскоре освобождён отрядом генерала Р. К. Фрейтага.
В 1844 году принимал деятельное участие в операциях в Чечне, где заложил Воздвиженское укрепление. С приездом в 1845 году на Кавказ М. С. Воронцова Гурко был назначен начальником штаба Отдельного Кавказского корпуса. Участием в Даргинской экспедиции закончилась боевая служба Гурко. 8 апреля 1851 года он был произведён в генералы от инфантерии и назначен начальником всех резервных и запасных войск гвардии и армии.
Умер в 1852 году. Похоронен вместе с братьями в каплице в Кротовшах Витебской губернии.

## Награды
- Орден Святой Анны 4-й степени (15.09.1813)
- Орден Святой Анны 2-й степени (22.08.1826)
- Орден Святого Владимира 3-й степени (23.06.1827)
- Золотая шпага с надписью «За храбрость» (09.09.1827)
- Орден Святого Георгия 4-й степени (27.10.1827)
- Орден Святой Анны 1-й степени (31.07.1829)
- Орден Святого Георгия 3-й степени (18.10.1831)
- Императорская корона к ордену Святой Анны 1-й степени (31.10.1831)
- Знак отличия за военное достоинство 2-й степени (1832)
- Орден Святого Владимира 2-й степени (15.09.1834)
- Орден Белого орла (26.02.1844)
- Орден Святого Александра Невского (01.01.1845)
- Бриллиантовые знаки к ордену Святого Александра Невского (06.08.1845)
- Орден Святого Владимира 1-й степени (31.08.1849)

## Семья
Был женат на баронессе Татьяне Алексеевне Корф (06.01.1792—27.02.1840), дочери генерал-майора барона Алексея Григорьевича Корфа и Анастасии Александровны Нарышкиной (1760—1847), сестры И. А. Нарышкина. Их дети:
- Софья Владимировна (1822—30.04.1841), фрейлина. Умерла во время эпидемии, похоронена на Тихвинском кладбище Санкт-Петербурга вместе с матерью.
- Марианна Владимировна (1823—после 1880), фрейлина, замужем (не ранее 1844) за Василием Ивановичем Муравьёвым-Апостолом (1817—1867), братом декабристов, сыном И. М. Муравьёва-Апостола. Брак был бездетным.
- Василий Владимирович (17.08.1827—?), крещён 24 августа 1827 года в Казанском соборе, крестник В. В. Энгельгардта и Н. В. Шепелевой[4].
- Иосиф Владимирович (1828—1901), с 1894 года генерал-фельдмаршал.

Брат — Леонтий (1783—04.05.1860), с 1819 года генерал-майор.